# Pangasius humeralis
Pangasius humeralis är en fiskart som beskrevs av Roberts, 1989. Pangasius humeralis ingår i släktet Pangasius och familjen Pangasiidae. Inga underarter finns listade i Catalogue of Life.